# Claude Darciaux
Claude Darciaux, née le 18 octobre 1942 à Besançon (Doubs), est une femme politique française.

## Biographie
Cette enseignante est députée de la 3e circonscription de la Côte-d'Or de 2002 à 2012. Membre du groupe socialiste, elle a été réélue le 17 juin 2007 à 53,26 % face à Anne-Marie Beaudouvi (UMP). Elle est détentrice de la Légion d'honneur depuis le 15 décembre 2012.

## Mandats
Députée
- 16 juin 2002 - 19 juin 2012 : députée de la 3e circonscription de la Côte-d'Or

Conseillère municipale
- 14 mars 1983 - 18 mars 1995 : conseillère municipale de Longvic (Côte-d'Or)
- 19 juin 1995 - 20 juin 2005 : adjointe au maire de Longvic (Côte-d'Or)
- du 21 juin 2005 au 31 mars 2014: maire de Longvic (Côte-d'Or)

Communauté d'agglomération
- du 28 juin 2001 au 31 mars 2014: membre de la Communauté d'agglomération dijonnaise